# Cléder
Cléder település Franciaországban, Finistère megyében. Lakosainak száma 3582 fő (2022. január 1.). Cléder Plouescat, Plounévez-Lochrist, Saint-Vougay, Sibiril és Tréflaouénan községekkel határos.

## Népesség
A település népességének változása:
| Lakosok száma | 4275 | 3928 | 3801 | 3781 | 3833 | 3770 | 3779 | 3683 | 3635 | 3582 |
|               | 1968 | 1982 | 1990 | 2006 | 2013 | 2015 | 2017 | 2019 | 2020 | 2022 |